# Cethosia boholica
Cethosia boholica är en fjärilsart som beskrevs av Semper 1888. Cethosia boholica ingår i släktet Cethosia och familjen praktfjärilar. Inga underarter finns listade i Catalogue of Life.